# Санто Стефано Удинезе
Санто Стефано Удинезе је насеље у Италији у округу Удине, региону Фурланија-Јулијска крајина.
Према процени из 2011. у насељу је живело 175 становника. Насеље се налази на надморској висини од 49 м.